# Titanatemnus orientalis
Titanatemnus orientalis es una especie de arácnido del orden Pseudoscorpionida de la familia Atemnidae.

## Distribución geográfica
Se encuentra en Kenia.